# Coupe d'Union soviétique de football 1957
Navigation
Édition 1955 Édition 1958
La Coupe d'Union soviétique 1957 est la 17e édition de la Coupe d'Union soviétique de football. Elle se déroule entre le 27 mars et le 26 octobre 1957.
La finale se joue le 26 octobre 1957 au Stade Lénine de Moscou et voit la victoire du Lokomotiv Moscou, qui remporte sa deuxième coupe nationale, la première depuis 1936, aux dépens du Spartak Moscou.

## Format
Un total de 74 équipes prennent part à la compétition, cela incluant exclusivement les participants aux deux premières divisions soviétique, se répartissant en 12 clubs pour le premier échelon et 64 équipes pour le deuxième niveau.
Le tournoi se divise en deux phases. Dans un premier temps, une phase préliminaire est disputée entre les équipes de deuxième division, qui sont réparties en quatre groupes géographiques afin de déterminer les deux à quatre équipes qui prennent part à la phase finale, pour un total de 12 en tout. La phase finale, qui concerne donc 24 équipes et voit l'entrée en lice des clubs de la première division, se divise en cinq tours, à l'issue desquels le vainqueur de la compétition est désigné.
Chaque confrontation prend la forme d'une rencontre unique jouée sur la pelouse d'une des deux équipes. En cas d'égalité à l'issue du temps réglementaire d'un match, une prolongation est jouée. Si celle-ci ne suffit pas à départager les deux équipes, le match est rejoué ultérieurement.

## Phase finale

### Seizièmes de finale
Les rencontres de ce tour sont jouées entre le 24 mai et le 17 juillet 1957.
| Date            | Locaux                       | Score | Visiteurs                  |
| --------------- | ---------------------------- | ----- | -------------------------- |
| 24 mai 1957     | OSK Sverdlovsk (D2)          | 0 - 2 | (D1) Lokomotiv Moscou      |
| 25 mai 1957     | Chakhtior Kemerovo (D2)      | 1 - 6 | (D1) Zénith Léningrad      |
| 23 juin 1957    | Avangard Sormovo (D2)        | 4 - 2 | (D1) Bourevestnik Kichinev |
| 8 juillet 1957  | Krasnoïé Znamia Ivanovo (D2) | 0 - 2 | (D1) Torpedo Moscou        |
| 13 juillet 1957 | Chakhtior Kadievka (D2)      | 0 - 5 | (D1) Dinamo Tbilissi       |
| 14 juillet 1957 | Kaïrat Alma-Ata (D2)         | 1 - 2 | (D1) Dynamo Kiev           |
| 15 juillet 1957 | Metallourg Zaporojié (D2)    | 0 - 4 | (D1) Dynamo Moscou         |
| 17 juillet 1957 | Dinamo Tallinn (D2)          | 1 - 2 | (D1) Spartak Moscou        |

### Huitièmes de finale
Les rencontres de ce tour sont jouées entre le 5 juin et le 25 août 1957.
| Date            | Locaux                      | Score    | Visiteurs                      |
| --------------- | --------------------------- | -------- | ------------------------------ |
| 5 juin 1957     | OSK Lvov (D2)               | 1 - 2    | (D1) Spartak Moscou            |
| 16 juin 1957    | Spartak Stanislav (uk) (D2) | 1 - 0    | (D1) Krylia Sovetov Kouïbychev |
| 21 juin 1957    | Torpedo Gorki (ru) (D2)     | 2 - 5    | (D1) Chakhtior Stalino         |
| 27 juillet 1957 | Spartak Minsk (D1)          | 0 - 2 ap | (D2) Avangard Sormovo          |
| 22 août 1957    | Lokomotiv Moscou (D1)       | 3 - 1    | (D1) Dynamo Kiev               |
| 24 août 1957    | Zénith Léningrad (D1)       | 1 - 3    | (D1) Torpedo Moscou            |
| 25 août 1957    | Metallourg Stalinsk (D2)    | 0 - 6    | (D1) CSK MO Moscou             |
| 25 août 1957    | Dinamo Tbilissi (D1)        | 2 - 1    | (D1) Dynamo Moscou             |

### Quarts de finale
Les rencontres de ce tour sont jouées entre le 21 août et le 9 septembre 1957.
| Date             | Locaux                 | Score | Visiteurs                   |
| ---------------- | ---------------------- | ----- | --------------------------- |
| 21 août 1957     | Spartak Moscou (D1)    | 4 - 2 | (D2) Spartak Stanislav (uk) |
| 31 août 1957     | Lokomotiv Moscou (D1)  | 5 - 2 | (D2) Avangard Sormovo       |
| 31 août 1957     | Chakhtior Stalino (D1) | 0 - 1 | (D1) CSK MO Moscou          |
| 9 septembre 1957 | Torpedo Moscou (D1)    | 6 - 1 | (D1) Dinamo Tbilissi        |

### Demi-finales
Les rencontres de ce tour sont jouées les 10 et 15 octobre 1957.
| Date            | Locaux                | Score | Visiteurs           |
| --------------- | --------------------- | ----- | ------------------- |
| 10 octobre 1957 | Lokomotiv Moscou (D1) | 1 - 0 | (D1) CSK MO Moscou  |
| 15 octobre 1957 | Spartak Moscou (D1)   | 1 - 0 | (D1) Torpedo Moscou |

### Finale
| Titulaires :   |                            |     |
|                |                            |     |
|                | Vladimir Maslatchenko      |     |
|                | Ievgueni Rogov             |     |
|                | Guennadi Zabeline (ru)     |     |
|                | Aleksandr Klimatchiov (ru) | 46e |
|                | Iouri Kovaliov             |     |
|                | Ivan Morgounov (ru)        |     |
|                | Igor Zaïtsev (en)          |     |
|                | Valentin Bouboukine        |     |
|                | Viktor Sokolov (ru)        |     |
|                | Viktor Vorochilov          |     |
|                | Boris Abramov (ru)         |     |
|                |                            |     |
| Remplaçants :  |                            |     |
|                | Ivan Tchernikov (ru)       | 46e |
|                |                            |     |
| Entraîneur :   |                            |     |
| Boris Arkadiev |                            |     |

| Titulaires :      |                       |     |
|                   |                       |     |
|                   | Valentin Ivakine (en) |     |
|                   | Nikolai Tishchenko    |     |
|                   | Anatoli Maslyonkin    |     |
|                   | Mikhail Ogonkov       |     |
|                   | Aleksei Paramonov     |     |
|                   | Igor Netto            |     |
|                   | Ivan Mozer            |     |
|                   | Anatoli Isayev        |     |
|                   | Nikita Simonian       |     |
|                   | Sergueï Salnikov      | 46e |
|                   | Anatoli Iline         |     |
|                   |                       |     |
| Remplaçants :     |                       |     |
|                   | Viktor Michine (ru)   | 46e |
|                   |                       |     |
| Entraîneur :      |                       |     |
| Nikolaï Gouliaïev |                       |     |

| Titulaires :   |                            |     |
|                |                            |     |
|                | Vladimir Maslatchenko      |     |
|                | Ievgueni Rogov             |     |
|                | Guennadi Zabeline (ru)     |     |
|                | Aleksandr Klimatchiov (ru) | 46e |
|                | Iouri Kovaliov             |     |
|                | Ivan Morgounov (ru)        |     |
|                | Igor Zaïtsev (en)          |     |
|                | Valentin Bouboukine        |     |
|                | Viktor Sokolov (ru)        |     |
|                | Viktor Vorochilov          |     |
|                | Boris Abramov (ru)         |     |
|                |                            |     |
| Remplaçants :  |                            |     |
|                | Ivan Tchernikov (ru)       | 46e |
|                |                            |     |
| Entraîneur :   |                            |     |
| Boris Arkadiev |                            |     |

| Titulaires :      |                       |     |
|                   |                       |     |
|                   | Valentin Ivakine (en) |     |
|                   | Nikolai Tishchenko    |     |
|                   | Anatoli Maslyonkin    |     |
|                   | Mikhail Ogonkov       |     |
|                   | Aleksei Paramonov     |     |
|                   | Igor Netto            |     |
|                   | Ivan Mozer            |     |
|                   | Anatoli Isayev        |     |
|                   | Nikita Simonian       |     |
|                   | Sergueï Salnikov      | 46e |
|                   | Anatoli Iline         |     |
|                   |                       |     |
| Remplaçants :     |                       |     |
|                   | Viktor Michine (ru)   | 46e |
|                   |                       |     |
| Entraîneur :      |                       |     |
| Nikolaï Gouliaïev |                       |     |